# Grupo Boavida
O Grupo Boavida é um conglomerado empresarial angolano fundado em 8 de dezembro de 1996 por Mariusz Dowbor. Com sede em Luanda, o grupo iniciou suas atividades no setor de engenharia e construção civil, expandindo posteriormente sua atuação para o setor imobiliário de médio e alto padrão, agroindústria e gestão de empreendimentos. Desde 2014, a empresa é liderada por Tomasz Dowbor e Wojciech Dowbor, filhos do fundador, sendo responsáveis por projetos habitacionais e comerciais de grande escala, como a Urbanização Boa Vida e a Cidade Boa Vida.

## História
O Grupo Boavida teve origem com a criação da Poltec Investimentos, fundada pelo engenheiro Mariusz Dowbor. A empresa iniciou suas atividades no setor de engenharia e construção, desenvolvendo projetos de grande escala no país.
Em 2014, sob a direção de Tomasz Dowbor e Wojciech Dowbor, a Poltec Investimentos deu início à construção da Urbanização Boa Vida, um projeto imobiliário voltado para a criação de infraestrutura habitacional em Luanda.
Em 2016, a empresa diversificou suas atividades para o setor agroindustrial, com o objetivo de reduzir a dependência de alimentos importados. Com a expansão dos negócios, a Poltec Investimentos passa a se chamar Grupo Boavida, agora como conglomerado.
Em 2020, diante da crise da empresa devido à desvalorização do kwanza, deram inicio ao projeto da Cidade Boa Vida, uma cidade planejada com áreas destinadas à habitação, comércio, educação e infraestrutura, com foco em áreas residenciais, comerciais e de infraestrutura urbana.
Atualmente, o Grupo Boavida atua nos setores de engenharia, construção, marcenaria e agroindústria em Angola. A empresa opera com profissionais de 8 nacionalidades e 6 dialetos locais.

## Empreendimentos administrados
O grupo desenvolve projetos residenciais e comerciais, incluindo condomínios como Vereda das Flores, Real Park, Ville Vermont, Hipicus, Solida Plaza e Infinity I e II. Dentre seus projetos em andamento, incluem a Urbanização Boa Vida e a Cidade Boa Vida.
A Urbanização Boa Vida é um empreendimento imobiliário localizado em Angola, integrante do projeto Cidade Boa Vida. Atualmente, com cerca de 3 milhões e 500 mil metros quadrados de área, a urbanização inclui residências, equipamentos urbanos e serviços. O projeto prevê a construção de 5 mil moradias distribuídas em 22 condomínios privados, dos quais 17 já foram concluídos. A Urbanização Boa Vida inclui unidades residenciais com tipologias de T3 a T5.

## Marcas do Grupo Boavida
O Grupo Boavida administra diversas empresas subsidiárias que atuam em diferentes setores, incluindo construção, decoração de interiores, gestão de empreendimentos e indústria. Entre elas, a Marcepol trabalha com a transformação de madeira e fornecimento de tábuas para móveis; a Gramapol atua no processamento de rochas ornamentais; e a Verenapol, na administração e gestão de condomínios residenciais, edifícios, centros comerciais e industriais, além de serviços como limpeza, jardinagem e manutenção técnica. Outras subsidiárias incluem a NOAH Constructions, SHAOLIN, Fiscalense (executa obras de infraestrutura) e Kimiame, antiga Agripol, voltada para agricultura familiar.

## Projetos sociais

### Fundação Mariusz Dowbor
É uma instituição de solidariedade social, sem fins lucrativos, criada pelos empresários Tomasz Dowbor e Wojciech Dowbor, em homenagem ao pai, Mariusz Dowbor. Atua nas áreas de inclusão, cultura e educação, com foco no apoio às comunidades locais.

### Apoio social
A empresa mantém iniciativas de apoio alimentar e escolar para instituições como o Lar Mamã Madalena, no município do Cazenga. Além disso, organizou eventos solidários, como uma festa de Natal para crianças no município do Caxito, província do Bengo.

## Prêmios
| Ano  | Prêmio         | Categoria                            | Ref.          |
| ---- | -------------- | ------------------------------------ | ------------- |
| 2018 | Prémios Sírius | Melhor Empresa Exportadora de Angola | [ 16 ] [ 17 ] |